# 在香港的菲律賓人
在港菲律賓人是香港人口中第二大族群，人數大約180,000人，他們多以外籍家庭傭工的身份到港。

## 專業人士和居民
雖然從事家庭傭工的菲律賓人的人數超過其他菲律賓人，但在香港的菲律賓人專業人士卻相當多。有些是建築師和土木工程師，在香港的一些較為突出的建築物和建築項目上工作。一些是信息技術專業人士，還有一些是專業服務（會計、烹飪、牙科、設計、金融、法律、音樂、牧師）。在被僱用的菲律賓家庭傭工中，有很大一部分在菲律賓有其他專業，即使那些有大學學位的人也因為更好的經濟機會而在香港工作。
在香港從事專業工作的第一批菲律賓人是這些團體，他們在1949年來到香港。許多菲律賓人也在中環商業區從事服務業，也在香港迪士尼樂園作為演藝人員或其他演員。
香港東區的菲律賓居民人數最多，其中3.24％的人口為菲律賓血統（14,596人）。

## 語言
香港的大多數菲律賓人與本地人用英語溝通，然而，他們與他們自己的朋友和社區多用菲律賓語言溝通。他們中的大多數人也在日常生活中用起了幾句廣東話短語。少數人善於使用廣東話。
在港菲律賓人不同於印度裔和巴基斯坦裔，他們的廣東話不流暢，這是因為大多數菲律賓工人不打算永遠留在香港。

## 社區生活
在香港，菲律賓家庭傭工受到的虐待通常是通過刻板印象和紀律法規發現的。根據人類學家妮可·康斯特布爾的說法，香港人認為菲律賓工人懶惰、要求高、缺乏承諾，並且“只為了錢”。他們還被貼上了對香港“冷漠”的標籤，此外，他們來自一個“落後的國家”，貧窮且沒有受過教育。另一方面，一些公民將這些幫手視為“為殖民地貢獻寶貴工作力的勤奮工人”。中國女性還會將菲律賓女工視為對她們作為妻子和母親的角色的威脅，從而導致她們失去工作。她們被認為是可以「調情的」，與中國女性不同，甚至願意提供性服務。雇主實施嚴格的規定，例如持續監視和宵禁。

## 商業
中環環球大廈的許多商店都是由菲律賓人經營，包括銷售電信和銀行服務，食品和雜誌。

## 娛樂
每逢星期日，通常會有一大堆菲律賓女傭聚集在中環各地，如中環滙豐總行大廈的地下大堂、環球大廈、遮打花園、皇后像廣場等。香港的很多女傭通常每週休息一天（多是星期日），她們吃自製食物，唱歌甚至出售各種物品。

## 宗教
大多數香港的菲律賓人都是基督徒，大多數屬於天主教會，還有一個相當數量的人聚集在新教教會和非教派教堂，少數是穆斯林或佛教徒。許多人花他們星期天上午一部分時間參加教會活動，香港眾多天主教教區為菲律賓人提供以菲律賓語為對象的活動，據香港羅馬天主教教區（2011）估計，有12萬菲律賓天主教徒，佔非華裔教徒的大多數。
基督徒內除了天主教信徒外，也有很多菲律賓人是新教信徒。過去三十年來，菲律賓福音派基督徒的人數急劇增長。

## 對香港音樂界的影響
菲律賓人被視為音樂天份頗高。在二十世紀初的上海，原是世界各地樂手的聚集地之一，其中不少來自菲律賓。隨著中國大陸戰亂，大量菲律賓樂手從上海移居至香港，他們的演奏及編曲技藝甚高，在這兩方面曾經是香港音樂界的主力，香港著名音樂人黃霑（黃湛森）在他的博士論文肯定了菲律賓樂手對香港流行音樂發展的貢獻。
香港本地流行音樂成熟之後，樂壇仍有不少菲律賓裔或具菲律賓血統的歌手、幕後製作人，包括：戴樂民、鮑比達、奧金寶、杜自持、盧東尼、杜麗莎、韋綺姍、露雲娜、杜德偉與杜德智兄弟、恭碩良、關智斌、 衛蘭與衛詩姊妹、王灝兒、鍾柔美等。